# Guerpont
Guerpont – miejscowość i gmina we Francji, w regionie Grand Est, w departamencie Moza.
Według danych na rok 1990 gminę zamieszkiwało 286 osób, a gęstość zaludnienia wynosiła 47 osób/km² (wśród 2335 gmin Lotaryngii Guerpont plasuje się na 763. miejscu pod względem liczby ludności, natomiast pod względem powierzchni na miejscu 916.).